# Carles Lluís d'Àustria (duc de Teschen)
Carles Lluís d'Àustria (Florència, 1771 - Viena, 1847) fou Arxiduc d'Àustria, príncep reial d'Hongria, de Bohèmia i de Toscana amb el tractament d'altesa reial i imperial. Fundà la branca cadet de la casa dels Habsburg que encapçalà el ducat de Teschen.
Nascut a la ciutat de Florència, capital del gran ducat de Toscana, el dia 5 de setembre de 1771, sent fill de l'emperador Leopold II, emperador romanogermànic i de la infanta Maria Lluïsa d'Espanya. Carles Lluís era net per via paterna de l'emperador Francesc I, emperador romanogermànic i de l'arxiduquessa Maria Teresa I d'Àustria i per via materna del rei Carles III d'Espanya i de la princesa Maria Amàlia de Saxònia.
Educat a la cort florentina fins a l'any 1790, es casà a Weilburg el dia 17 de setembre de 1815, a l'edat de 44 anys, amb la princesa Enriqueta de Nassau-Weilburg, filla del príncep Frederic Guillem de Nassau-Weilburg i de la burggravina Lluïsa Isabel de Kirchberg i de tan sols 18 anys.
Carles Lluís i Enriqueta tingueren set fills:
- SAIR l'arxiduquessa Maria Teresa d'Àustria, nascuda a Viena el 1816 i morta a Albano el 1867. Es casà amb el rei Ferran II de les Dues Sicílies.
- SAIR l'arxiduc Albert d'Àustria, nat a Viena el 1817 i mort a Arco el 1895. Es casà amb la princesa Hildegard de Baviera.
- SAIR l'arxiduc Carles Ferran d'Àustria, nat a Viena el 1818 i mort a la localitat de Groß-Seelowitz a Moràvia el 1874. Es casà amb l'arxiduquessa Elisabet d'Àustria.
- SAIR l'arxiduc Frederic Ferran d'Àustria, nat a Viena el 1821 i mort el 1847.
- SAIR l'arxiduc Rodolf d'Àustria, nat a Viena el 1822 i mort un mes després.
- SAIR l'arxiduquessa Maria Carolina d'Àustria, nada a Viena el 1825 i morta a Baden, a les proximitat de Viena, el 1915. Es casà amb l'arxiduc Rainier d'Àustria el 1852.
- SAIR l'axiduc Guillem Francesc d'Àustria, nat a Viena el 1827 i mort a Weikersdorf el 1894.

Carles Lluís fou adoptat a Viena per la seva tia, l'arxiduquessa Maria Cristina d'Àustria i el seu marit, el príncep Albert de Saxònia-Teschen.
Al costat del príncep Albert de Saxònia-Teschen i de la seva muller, Carles Lluís es traslladà a Flandes, territori austríac en aquell moment i que es trobava en problemes a conseqüència de les pressions revolucionàries provinents de França. Com a comandant d'una brigada aviat entrà en acció a la batalla de Jemappes (1792), i fou distingit l'any 1793 durant la batalla de Neerwinden, totes dues són territori flamenc. L'any 1793 fou nomenat lloctinent i general de l'exèrcit austríac.
Aviat substituí al príncep Albert de Saxònia-Teschen en la direcció general de l'exèrcit austríac a Flandes tal com s'observà a la batalla de Fleurus. L'any 1795 fou traslladat al Rin on esdevingué cap de les forces austríaques destinades a mantenir el control sobre l'esmentat riu. L'època en què dirigí les tropes austríaques estacionades al Rin foren de grans pèrdues per part de l'exèrcit de l'emperador, així quedà palès a les Batalla d'Amberg i Batalla de Würzburg. L'any 1806 fou nomenat pel seu germà, l'emperador Francesc I d'Àustria, arxiduc-general en cap de l'exèrcit austríac.
Victoriós a la batalla d'Aspern-Essling, l'any 1809, fou ràpidament traslladat al nord d'Itàlia a on hagué de fer front a l'imparable avenç de les tropes napoleòniques. Res pogué fer per evitar-ho i les tropes austríaques foren derrotades a les Batalla d'Osterach i Batalla de Stokasch.